# 森本尚武
森本 尚武（もりもと なおたけ、1933年 - ）は、日本の農林生物学者。

## 来歴
京都府出身。京都工芸繊維大学卒業、1959年京都大学大学院農学研究科農林生物学専攻修了。農学博士（京都大学）。同年京都大学助手、1964年コーネル大学留学。1966年信州大学農学部講師、1968年助教授、1977年教授。1999年学長を歴任。2010年瑞宝重光章受章。
研究業績としてはハダニが口唇と口針によって植物の内容物を吸い取る「葉焼け」の仕組みを解明した。

## 参照
- 「信州大学の学長に就任した森本尚武さん 大学の個性を伸ばし魅力をひっぱりだしたい」中日新聞長野版 1999年6月15日
- 「街の樹木病みの代弁者 信大学長の森本さん 花の季節に思う」信濃毎日新聞 2001年4月29日